# Juan Bernat
Juan Bernat Velasco (Cullera, Valencia, 1 de marzo de 1993) es un futbolista español que juega como defensa y se encuentra sin equipo.

## Trayectoria

### Valencia C. F.
Ingresó en el Valencia Club de Fútbol en el año 2000 con 7 años de edad. Pasó por todas las categorías inferiores del Valencia C. F., hasta llegar al Valencia Mestalla. En la temporada 2011-12 realizó la pretemporada con el primer equipo, debutando oficialmente en la segunda jornada de la Liga contra el Racing de Santander el 27 de agosto de 2011, de la mano del técnico Unai Emery, entrando al terreno de juego con el dorsal 28 en sustitución de Sergio Canales. Participó en siete partidos de Liga, uno de Copa y dos de Liga Europa, pero continuó formando parte del equipo filial.
La campaña 2012-13 siguió siendo una pieza clave para el Valencia Mestalla en Segunda División B, pero también tuvo algunos minutos con el primer equipo durante toda la temporada, tanto de la mano de Mauricio Pellegrino como con Ernesto Valverde. El 28 de noviembre de 2012 anotó su primer gol oficial, en Mestalla frente a la U. E. Llagostera en Copa del Rey. 
La temporada 2013-14 fue la de su ascenso definitivo al Valencia Club de Fútbol, ya con el mítico dorsal 14, que llevó años atrás otro importante zurdo valenciano como fue Vicente Rodríguez. El club no contaba con ningún lateral izquierdo específico ya que el francés Mathieu fue reconvertido a defensa central y Cissokho fue cedido al Liverpool F. C. Por esta razón el técnico Miroslav Djukic, se vio obligado a convertir al mexicano Guardado y al mismo Juan Bernat desde el extremo izquierdo al lateral izquierdo. Bernat se ganó la titularidad tanto con Djukic, como con Pizzi, actuando en la parte izquierda de la defensa del conjunto valencianista gracias a su sacrificio y velocidad por la banda. Se le comparó con otro canterano valencianista como Jordi Alba debido a sus semejanzas tanto físicas (desarrollado tren inferior con bajo centro de gravedad) como por sus constantes subidas al ataque por su influencia como antiguos extremo izquierdo reconvertidos a lateral. El 24 de noviembre de 2013 marcó su primer gol en la Primera División en el Martínez Valero en la derrota valencianista por 2-1 frente al Elche C. F. en la 14.ª jornada. El 10 de abril de 2014, en cuartos de final de la Liga Europa, cerró la goleada en la histórica remontada valencianista por 5-0 frente al F. C. Basilea en Mestalla. Participó en un total de 32 partidos de Liga, 13 de Liga Europa y 4 de Copa del Rey.
Le quedaba un año más de contrato y el club, en pleno proceso de venta de sus acciones, con Amadeo Salvo y Rufete al frente, intentó su mejora de contrato pero el futbolista recibió una oferta irrechazable del Bayern de Múnich acompañada de una considerable cifra para el club. 

### F.C. Bayern de Múnich

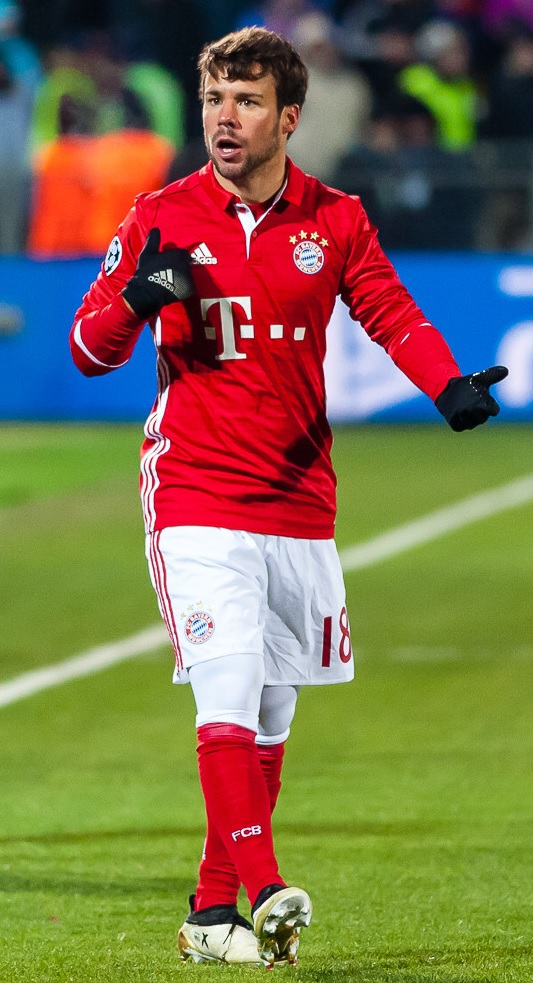
Bernat en 2016.

El 7 de julio de 2014 el Bayern de Múnich entrenado por Josep Guardiola anunció su contratación por 11 millones de euros más variables y firmó por cinco temporadas llevando el dorsal 18 a la espalda. Desde el principio se hizo con la titularidad indiscutible y disputó todos los partidos del club en Liga de Campeones. Marcó su primer gol en la derrota por 4-1 ante el VfL Wolfsburg el 30 de enero de 2015. Fue fijo para Guardiola y completó 31 partidos en 1. Bundesliga y 12 en Champions League. Allí consiguió 4 Bundesligas, 3 Supercopas de Alemania y 1 Copa de Alemania.

### PSG
El 31 de agosto de 2018 se incorporó al Paris Saint-Germain que pagó unos quince millones por él. Estuvo cinco años en el club antes de ser cedido el 1 de septiembre de 2023 al S. L. Benfica, donde solo jugó siete partidos.

### Regreso a España
El 30 de agosto de 2024 volvió al fútbol español después de ser cedido al Villarreal C. F. para la temporada 2024-25. Esta cesión finalizó el 3 de febrero, mismo día que se anunció su incorporación al Getafe C. F. Allí completó la campaña antes de quedar libre al expirar su contrato.

## Selección nacional

### Categorías inferiores
En octubre de 2008 es convocado por la selección sub-16 para unos entrenamientos por primera vez. Con la selección española sub-16 jugó 3 partidos, convirtiendo 1 gol y consagrándose campeón del torneo Santaremu 2009. Con la selección sub-17 disputó 11 partidos, marcando 4 tantos, siendo subcampeón de Europa sub-17 en 2010. En 2012 fue convocado para participar en la fase final del campeonato de Europa con la selección sub-19, siendo campeones de Europa. El seleccionador sub-20, Julen Lopetegui lo convocó en 2013 para jugar la fase final del mundial de la categoría. El 5 de febrero de 2013 debuta con la selección española sub-21 en el partido que enfrentó al combinado nacional con la selección sub-21 de Bélgica. Con la selección española sub-21 fue un habitual y demostró ser el mejor lateral izquierdo menor de 21 años de España.

### Selección absoluta
El 12 de octubre de 2014 debuta anotando un gol con la selección española absoluta en el partido oficial disputado frente a la selección de Luxemburgo en el Josy Barthel Stadium de la ciudad de Luxemburgo, partido valedero para la clasificación para la Eurocopa 2016. El encuentro finalizó con el resultado de 0-4 a favor de España con goles de Silva, Alcácer, Diego Costa y él mismo.

## Estadísticas

### Clubes
Actualizado al último partido disputado el 18 de mayo de 2025.
| Club                              | Div.          | Temporada     | Liga  | Liga  | Liga   | Copas nacionales | Copas nacionales | Copas nacionales | Copas internacionales | Copas internacionales | Copas internacionales | Total | Total | Total  |
| Club                              | Div.          | Temporada     | Part. | Goles | Asist. | Part.            | Goles            | Asist.           | Part.                 | Goles                 | Asist.                | Part. | Goles | Asist. |
| --------------------------------- | ------------- | ------------- | ----- | ----- | ------ | ---------------- | ---------------- | ---------------- | --------------------- | --------------------- | --------------------- | ----- | ----- | ------ |
| Valencia C. F. Mestalla · España  | 2.ª B         | 2011-12       | 24    | 6     | 0      | —                | —                | —                | —                     | —                     | —                     | 24    | 6     | 0      |
| Valencia C. F. Mestalla · España  | Total club    | Total club    | 24    | 6     | 0      | —                | —                | —                | —                     | —                     | —                     | 24    | 6     | 0      |
| Valencia C. F. · España           | 1.ª           | 2011-12       | 7     | 0     | 0      | 1                | 0                | 1                | 2                     | 0                     | 0                     | 10    | 0     | 1      |
| Valencia C. F. · España           | 1.ª           | 2012-13       | 12    | 0     | 2      | 3                | 1                | 0                | 0                     | 0                     | 0                     | 15    | 1     | 2      |
| Valencia C. F. · España           | 1.ª           | 2013-14       | 32    | 1     | 2      | 4                | 0                | 0                | 13                    | 1                     | 2                     | 49    | 2     | 4      |
| Valencia C. F. · España           | Total club    | Total club    | 51    | 1     | 4      | 8                | 1                | 1                | 15                    | 1                     | 2                     | 74    | 3     | 7      |
| Bayern de Múnich · Alemania       | 1.ª           | 2014-15       | 31    | 1     | 1      | 6                | 0                | 0                | 12                    | 0                     | 2                     | 49    | 1     | 3      |
| Bayern de Múnich · Alemania       | 1.ª           | 2015-16       | 16    | 0     | 1      | 3                | 0                | 0                | 8                     | 0                     | 1                     | 27    | 0     | 2      |
| Bayern de Múnich · Alemania       | 1.ª           | 2016-17       | 18    | 2     | 2      | 3                | 0                | 0                | 4                     | 2                     | 1                     | 25    | 4     | 3      |
| Bayern de Múnich · Alemania       | 1.ª           | 2017-18       | 11    | 0     | 2      | 0                | 0                | 0                | 1                     | 0                     | 0                     | 12    | 0     | 2      |
| Bayern de Múnich · Alemania       | Total club    | Total club    | 76    | 3     | 6      | 12               | 0                | 0                | 25                    | 2                     | 4                     | 113   | 5     | 10     |
| París Saint-Germain F. C. Francia | 1.ª           | 2018-19       | 25    | 1     | 3      | 8                | 0                | 0                | 8                     | 3                     | 0                     | 41    | 4     | 3      |
| París Saint-Germain F. C. Francia | 1.ª           | 2019-20       | 18    | 0     | 5      | 4                | 0                | 0                | 10                    | 2                     | 2                     | 32    | 2     | 7      |
| París Saint-Germain F. C. Francia | 1.ª           | 2020-21       | 3     | 0     | 0      | 0                | 0                | 0                | 0                     | 0                     | 0                     | 3     | 0     | 0      |
| París Saint-Germain F. C. Francia | 1.ª           | 2021-22       | 15    | 0     | 0      | 2                | 0                | 0                | 0                     | 0                     | 0                     | 17    | 0     | 0      |
| París Saint-Germain F. C. Francia | 1.ª           | 2022-23       | 28    | 1     | 4      | 3                | 1                | 0                | 5                     | 0                     | 0                     | 36    | 2     | 4      |
| París Saint-Germain F. C. Francia | Total club    | Total club    | 89    | 2     | 12     | 16               | 1                | 0                | 23                    | 5                     | 2                     | 128   | 8     | 14     |
| S. L. Benfica Portugal            | 1.ª           | 2023-24       | 3     | 0     | 0      | 2                | 0                | 0                | 2                     | 0                     | 0                     | 7     | 0     | 0      |
| S. L. Benfica Portugal            | Total club    | Total club    | 3     | 0     | 0      | 2                | 0                | 0                | 2                     | 0                     | 0                     | 7     | 0     | 0      |
| Villarreal C. F. · España         | 1.ª           | 2024-25       | 10    | 0     | 1      | 2                | 0                | 0                | ―                     | ―                     | ―                     | 12    | 0     | 1      |
| Villarreal C. F. · España         | Total club    | Total club    | 10    | 0     | 1      | 2                | 0                | 0                | 0                     | 0                     | 0                     | 12    | 0     | 1      |
| Getafe C. F. · España             | 1.ª           | 2024-25       | 14    | 0     | 1      | 1                | 0                | 0                | ―                     | ―                     | ―                     | 15    | 0     | 1      |
| Getafe C. F. · España             | Total club    | Total club    | 14    | 0     | 1      | 1                | 0                | 0                | 0                     | 0                     | 0                     | 15    | 0     | 1      |
| Total carrera                     | Total carrera | Total carrera | 267   | 12    | 24     | 40               | 2                | 1                | 65                    | 8                     | 8                     | 372   | 22    | 33     |
| 1. 2.                             |               |               |       |       |        |                  |                  |                  |                       |                       |                       |       |       |        |

## Palmarés

### Campeonatos nacionales
| Título                | Club                      | País     | Año  |
| --------------------- | ------------------------- | -------- | ---- |
| Bundesliga            | Bayern de Múnich          | Alemania | 2015 |
| Bundesliga            | Bayern de Múnich          | Alemania | 2016 |
| Copa de Alemania      | Bayern de Múnich          | Alemania | 2016 |
| Supercopa de Alemania | Bayern de Múnich          | Alemania | 2016 |
| Bundesliga            | Bayern de Múnich          | Alemania | 2017 |
| Supercopa de Alemania | Bayern de Múnich          | Alemania | 2017 |
| Bundesliga            | Bayern de Múnich          | Alemania | 2018 |
| Supercopa de Alemania | Bayern de Múnich          | Alemania | 2018 |
| Ligue 1               | Paris Saint-Germain F. C. | Francia  | 2019 |
| Supercopa de Francia  | Paris Saint-Germain F. C. | Francia  | 2019 |
| Ligue 1               | Paris Saint-Germain F. C. | Francia  | 2020 |
| Copa de Francia       | Paris Saint-Germain F. C. | Francia  | 2020 |
| Copa de la Liga       | Paris Saint-Germain F. C. | Francia  | 2020 |
| Supercopa de Francia  | Paris Saint-Germain F. C. | Francia  | 2020 |
| Copa de Francia       | Paris Saint-Germain F. C. | Francia  | 2021 |
| Ligue 1               | Paris Saint-Germain F. C. | Francia  | 2022 |
| Supercopa de Francia  | Paris Saint-Germain F. C. | Francia  | 2022 |
| Ligue 1               | Paris Saint-Germain F. C. | Francia  | 2023 |

### Campeonatos internacionales
| Título          | Club (*)      | País    | Año  |
| --------------- | ------------- | ------- | ---- |
| Eurocopa sub-19 | España sub-19 | Estonia | 2012 |

(*) Incluyendo la selección.

### Distinciones individuales
| Distinción                                        | Año  |
| ------------------------------------------------- | ---- |
| Baló d'Or Superdeporte                            | 2013 |
| Once de Oro Fútbol Draft                          | 2014 |
| Lateral izquierdo once ideal Bundesliga           | 2015 |
| Equipo del año en la Liga de Campeones de la UEFA | 2020 |